# Mordellistena rodericensis
Mordellistena rodericensis is een keversoort uit de familie spartelkevers (Mordellidae). De soort is voor het eerst wetenschappelijk beschreven door Blair.